# Millery (Meurthe-et-Moselle)
Millery ist eine französische Gemeinde mit 597 Einwohnern (Stand: 1. Januar 2022) im Département Meurthe-et-Moselle in der Region Grand Est (bis 2015 Lothringen). Sie gehört zum Arrondissement Nancy und zum Kanton Entre Seille et Meurthe.

## Geografie
Millery liegt etwa 14 Kilometer nordnordwestlich von Nancy an der Mosel. Umgeben wird Millery von den Nachbargemeinden Ville-au-Val im Norden, Belleau im Norden und Nordosten, Custines im Osten und Süden, Marbache im Südwesten, Belleville im Westen sowie Autreville-sur-Moselle im Westen und Nordwesten.

## Bevölkerungsentwicklung
| Jahr                       | 1962 | 1968 | 1975 | 1982 | 1990 | 1999 | 2006 | 2019 |
| Einwohner                  | 443  | 472  | 481  | 443  | 471  | 489  | 564  | 617  |
| Quellen: Cassini und INSEE |      |      |      |      |      |      |      |      |

## Sehenswürdigkeiten
- Kirche Saint-Martin aus dem 17. Jahrhundert, teilweise 1898 wieder errichtet

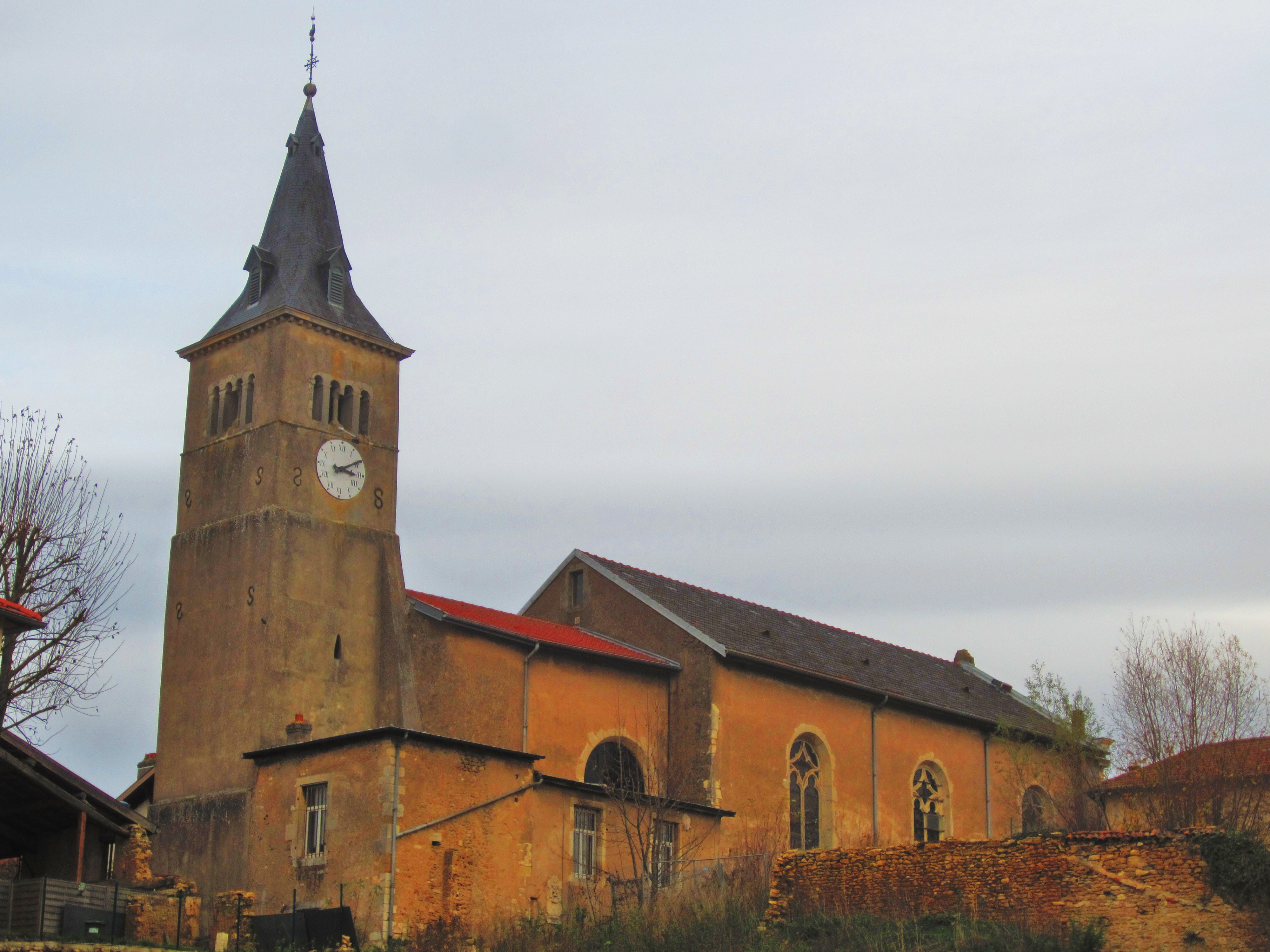
Kirche Saint-Martin